# Brewster (Mondkrater)
Brewster ist ein kleiner Einschlagkrater in der nördlichen Randzone des Sinus Amoris. Der Krater ist schüsselförmig und symmetrisch, ohne dass er von anderen größeren Kratern überlappt wird. Ein niedriger Höhenzug schließt sich an den nördlichen Rand an. Das Kraterinnere zeigt im Vergleich zum umgebenden Gelände eine relativ hohe Albedo. Brewster liegt südwestlich des größeren Kraters Römer. Südöstlich befindet sich der größenmäßig ähnliche Krater Franck. 